# Jorge Frederico II de Brandemburgo-Ansbach
Jorge Frederico II de Brandemburgo-Ansbach (3 de maio de 1678 - 29 de março de 1704), conhecido como Jorge Frederico o Jovem, era o terceiro filho do marquês João Frederico de Brandemburgo-Ansbach e da sua primeira esposa, a marquesa Joana Isabel de Baden-Durlach e, assim, meio-irmão mais velho da rainha Carolina da Grã-Bretanha. Sucedeu ao seu irmão mais velho como marquês de Ansbach em 1692.

## Carreira militar
Jorge lutou como voluntário do exército imperial na Guerra de Sucessão do Palatinado entre 1695 e 1697. Durante a Guerra de Sucessão Espanhola conseguiu conquistar a fortaleza de Barsello Modena em 1702. Foi morto durante a Batalha de Kittensee em 1703 e, uma vez que era solteiro, o principado de Ansbach passou para o seu meio-irmão mais novo, o marquês Guilherme Frederico.

## Genealogia
| Jorge Frederico II de Brandemburgo-Ansbach | Pai: João Frederico de Brandemburgo-Ansbach | Avô paterno: Alberto II de Brandemburgo-Ansbach        | Bisavô paterno: Joaquim Ernesto de Brandemburgo-Ansbach |
| Jorge Frederico II de Brandemburgo-Ansbach | Pai: João Frederico de Brandemburgo-Ansbach | Avô paterno: Alberto II de Brandemburgo-Ansbach        | Bisavó paterna: Sofia de Solms-Laubach                  |
| Jorge Frederico II de Brandemburgo-Ansbach | Pai: João Frederico de Brandemburgo-Ansbach | Avó paterna: Sofia Margarida de Oettingen-Oettingen    | Bisavô paterno: Joaquim Ernesto de Oettingen-Oettingen  |
| Jorge Frederico II de Brandemburgo-Ansbach | Pai: João Frederico de Brandemburgo-Ansbach | Avó paterna: Sofia Margarida de Oettingen-Oettingen    | Bisavó paterna: Ana Sibila de Solms-Sonnenwalde         |
| Jorge Frederico II de Brandemburgo-Ansbach | Mãe: Joana Isabel de Baden-Durlach          | Avô materno: Frederico VI de Baden-Durlach             | Bisavô materno: Frederico V de Baden-Durlach            |
| Jorge Frederico II de Brandemburgo-Ansbach | Mãe: Joana Isabel de Baden-Durlach          | Avô materno: Frederico VI de Baden-Durlach             | Bisavó materna: Bárbara de Württemberg                  |
| Jorge Frederico II de Brandemburgo-Ansbach | Mãe: Joana Isabel de Baden-Durlach          | Avó materna: Cristina Madalena de Zweibrücken-Kleeburg | Bisavô materno: João Casimiro de Zweibrücken-Kleeburg   |
| Jorge Frederico II de Brandemburgo-Ansbach | Mãe: Joana Isabel de Baden-Durlach          | Avó materna: Cristina Madalena de Zweibrücken-Kleeburg | Bisavó materna: Catarina da Suécia                      |